# جون نيكلسون (دراج)
جون نيكلسون (بالإنجليزية: John Nicholson) مواليد 22 يونيو 1949 في ملبورن، هو دراج أسترالي سابق. سبق أن شارك في دورة الألعاب الأولمبية الصيفية وفاز بميدالية أولمبية. حقق أيضا ميدالية في دورة ألعاب الكومنولث.

## الميداليات
| الميدالية | المسابقة                       |
| --------- | ------------------------------ |
| فضية      | الألعاب الأولمبية الصيفية 1972 |

## روابط خارجية
- جون نيكلسون على موقع أرشيف الدراجات (الإنجليزية)
- جون نيكلسون على موقع أوليمبيديا (الإنجليزية)
- جون نيكلسون على موقع قاعة أستراليا للمشاهير الرياضية (الإنجليزية)